# 新泰茶厂
新泰茶厂，是近代俄国商人在中国开办的一座茶厂，为俄商新泰洋行的下属茶厂。今茶厂建筑剩下水塔一座，在兰陵路7号纺织小区中，现为湖北省文物保护单位。

## 茶厂概述
鄂南湘鄂交界一带自明清以来盛产茶叶并销往北方乃至俄罗斯西伯利亚地区。鸦片战争后俄国茶商获得了清政府的贸易许可，一些用于俄商专营茶叶生意的洋行在汉口相继设立，新泰洋行便是其中之一。新泰茶厂便是新泰洋行的下属茶厂。茶厂起初在蒲圻，后由俄商李凡诺夫在1873—1874年间迁入后来的汉口俄租界。
迁入汉口后，工厂分为红茶及茶砖厂，红茶厂在兰陵路7—11号，茶砖厂在洞庭街36—40号。其中茶砖厂有约30名职工、约200名工人，工作方式为三班轮班制。工人并非直接与茶厂订立劳动合同，先由茶厂买办与包工头订约，包工头再分配工作给其所带来的工人。红茶厂仅有职工约15人，主要业务为红茶的改装、打包及出口，这些业务皆被广兆昌打包店外包。
茶厂虽然名义上归属俄商，但实际由本地买办梁理臣打理厂务，买办每日填报报表交由俄商审核后报给新泰洋行，工厂一切生产事故损失由买办承担。
1891年，茶厂为庆祝建厂25周年，在汉口举办了庆祝宴会及展览会，当时还是俄国皇太子的尼古拉二世专程前来汉口视察茶厂及其他俄商茶厂。1917年十月革命后，俄商开办的茶厂纷纷关停，新泰茶厂由英国商人接手，并改名为太平洋砖茶厂。1942年5月，日军将茶厂交给日本茶叶株式会社使用，抗日战争后接收时茶厂机器已被搬空。

## 俄商新泰茶厂水塔

### 建筑外观
建筑总高3层，建筑面积为170平方米，每一层楼板都用横向铁杆加固以加大承载，外立面皆使用红沙石材作为立柱支撑结构。

### 发现始末
这座水塔坐落于原武汉市纺织局的宿舍区。文物普查时，专家询问了附近居民，依据住户说法，在新中国成立前这里应该是申新第四纱厂的宿舍。因此在2014年12月24日，该建筑以“汉口申新第四纺织公司职员宿舍”之名被武汉市人民政府列为第九批武汉市优秀历史建筑。但江岸区房管局事后在对该建筑的档案作整理时发现，该建筑实际为新泰茶厂的遗存，后经时任武汉市国家历史文化名城保护委员会办公室研究员王汗吾比对研究，也认为是新泰茶厂遗迹，但具体用处还尚待考证。

### 文物保护
2021年12月9日建筑以“俄商新泰茶厂水塔”之名被湖北省人民政府列为第八批湖北省文物保护单位。
其作为文物的保护范围：俄商新泰茶厂水塔旧址及周围一定范围。以建筑外墙为基准向外延伸10米。
其作为文物的建设控制地带：以保护范围为基准，东南、西南各向外延伸30米，东北向外延伸42米至兰陵路南侧规划道路红线，西北向外延伸43米至洞庭街东侧规划道路红线。

## 备注
1. ↑  李凡诺夫[2][3][4]，又译季凡诺夫[5][6]、李凡洛夫[7]、李特芬诺夫[8]，现中国大陆译名标准为“利特维诺夫”。